# Kriegsverdienstwimpel

Kriegsverdienstwimpel in Echtfarbendarstellung

Amtliche Darstellung des Kriegsverdienstwimpels

Amtlicher Musterverleihungsvordruck

Der Kriegsverdienstwimpel wurde am 16. Mai 1941 durch Adolf Hitler gestiftet. Es galt als äußere Anerkennung für hervorragende Verdienste um die Kriegsführung, die sich Führer von nicht unter der Reichskriegsflagge fahrenden Schiffe erwerben konnten. Der Kriegsverdienstwimpel hat nichts mit dem Kriegsverdienstkreuz (1939) zu tun.

## Aussehen und Beschaffenheit
Der Kriegsverdienstwimpel war ein roter Wimpel, in dem sich ein rundes weißes Feld mit dem von einem schwarzen Eichenlaubkranz umgebenen Eisernen Kreuz befindet; über dem Eisernen Kreuz lag auf dem Kranz ein schwarzer Wehrmachtsadler, dessen Kopf zur Stange blickte.

### Abmessungen
- Maßeinheit: Höhe (H): Länge (L) = 3:5.
- Halbmesser der Abrundung am fliegenden Ende: 2/9 Höhe
- Durchmesser weißes Feld: 4/9 Höhe
- Abstand des Eichenlaubkranzes (an seinen dünnen Stellen) vom roten Grund: 1/24 Höhe
- größte Dicke des Eichenlaubkranzes: 1/15 Höhe
- geringste Dicke des Eichenlaubkranzes: 1/16 Höhe
- Durchmesser Eisernes Kreuz: 5/18 Höhe
- Breite des Schwarz-weißen Randes des Eisernen Kreuzes: 1/60 Höhe
- Breite des schwarzen Randes des Eisernen Kreuzes: 1/120 Höhe
- Breite des weißen Randes des Eisernen Kreuzes: 1/120 Höhe
- Breite der Enden der Arme des Eisernen Kreuzes: 5/36 Höhe
- Entfernung des Mittelpunktes der Kreise, die die Begrenzung des Eisernen Kreuzes bilden, vor roten Grund: 1/36 Höhe
- Abstand des Hakenkreuzes vom Eisernen Kreuz: 1/180 Höhe
- Diagonale des Hakenkreuzquadrates: 1/9 Höhe
- Breite des Wehrmachtsadlers: 1/5 Höhe
  - Wehrmachtsadler ragt dabei oben um 1/20 Höhe über den Rand des weißen Feldes hinaus.[3]

### Größenanfertigung
Der Wimpel wurde in folgenden Größen von Handel angefertigt (nach DIN Tex 1000):
- Größe 1: 20 × 35 cm, (nur Boote)
- Größe 2: 40 × 65 cm, (Schiffe bis zu 500 BRT)
- Größe 4: 70 × 120 cm, (Schiffe bis zu 2.500 BRT)
- Größe 6: 100 × 170 cm, (Schiffe bis zu 10.000 BRT)
- Größe 7: 150 × 250 cm. (Schiffe ab 10.000 BRT)[4]

## Anbringungsweise
Der Kriegsverdienstwimpel war auf betreffenden Schiffen im Vortopp, in Booten an einem Stock im Bug zu setzen. An Land und an Kraftfahrzeugen (Kraftwagen) durfte der Wimpel jedoch nicht gesetzt werden. Flaggen, die üblicherweise im Vortopp geführt wurden, z. B. die Flagge des Bestimmungslandes, waren neben dem Kriegsverdienstwimpel zu setzen.

## Verleihungspraxis
Das Recht zum Führen des Kriegsverdienstwimpels verlieh, im Namen Hitlers, der Oberbefehlshaber der Kriegsmarine nach vorhergehenden Einvernehmen mit dem Reichsverkehrsminister. Der beliehene Schiffsführer erhielt bei der Aushändigung des Wimpels eine Berechtigungsurkunde.

## Ausführungsbestimmungen
Die Ausführungsbestimmungen zum Kriegsverdienstwimpel wurden am 24. Juli 1941 weiter konkretisiert.

### Verleihungsvoraussetzungen
Die Schiffsführer konnten für Taten nur dann mit Kriegsverdienstwimpel belohnt werden, wenn sie:
- a) auf einen nicht unter der Reichskriegsflagge fahrenden Schiff stattfanden,
- b) den vollen Einsatz des Schiffes, des Schiffsführers oder der Besatzung erforderten,
- c) für die Kriegsführung von hervorragendem Wert waren.[6]

Der Kriegsverdienstwimpel konnte allen Führern von Schiffen, unabhängig von ihrer Größe und Zweckbestimmung verliehen werden. In Ausnahmefällen konnte er auch an Ausländer verliehen werden, wenn feststand, dass der ausländische Schiffsführer diesem Wimpel anzunehmen bereit war.

## Verleihungsvorschläge
Die Verleihungsvorschläge waren dem Oberbefehlshaber der Kriegsmarine für Blockadebrecher durch den Reichsverkehrsminister (Seeschifffahrtsamt) oder durch den Chef des Stabes der Seekriegsleitung, im Übrigen auf dem Dienstwege von den Befehlshabern, Chefs, Kommandanten, Kommandeuren usw. der Teile der Wehrmacht vorzulegen, für deren Bereich oder Aufgaben das zu belohnende Verdienst von Wert war. Vor der endgültigen Entscheidung war der Reichsverkehrsminister zu beteiligen. Die Vorschläge musste dabei folgende Angaben enthalten:
1. Zu- und Vorname des Schiffsführers,
2. Geburtstag und -ort,
3. Staatsangehörigkeit,
4. Berufsbezeichnung,
5. Patent als ...,
6. Militärischer Dienstgrad,
7. Wohnort und Wohnung,
8. Namen des geführten Schiffes,
9. Schiffseigentümer (Firma, Name),
10. Kurze Begründung und die
11. Stellungnahme der Vorgesetzten des Vorschlagenden.[9]

## Sonstiges
Den Kriegsverdienstwimpel musste sich der Beliehene selbst im Handel beschaffen. Er wurde nur gegen Vorlage der Berechtigungsurkunde verkauft. Der Wimpel konnte von dem Berechtigten auf jedem von ihm geführten Schiff und in jedem von ihm benutzten Boot gesetzt werden. Unberechtigtes Setzen des Wimpels war strafbar.